# Murong Tuyuhun
Pour les articles homonymes, voir Murong (homonymie).
Murong Tuyuhun (chinois : 慕容吐谷渾 ; pinyin : mùróng tǔyùhún) né en 246, et décédé en 317, est le fondateur, en 329, du royaume appelé Tuyuhun, aux environs du Qinghai et du Corridor du Hexi, dans le Gansu.
Il est apparenté à la famille Tabghach des Yans antérieurs (chinois : 前燕 ; pinyin : qiányàn), un clan Xianbei.